# Xã 5, Quận Rooks, Kansas
Xã 5 (tiếng Anh: Township 5) là một xã thuộc quận Rooks, tiểu bang Kansas, Hoa Kỳ. Năm 2010, dân số của xã này là 59 người.